# 56 Melete
56 Melete è un grande e scuro asteroide della fascia principale. È un asteroide di tipo P piuttosto inusuale; è composto probabilmente da silicati organici complessi, carbonio e silicati anidri, con possibile ghiaccio d'acqua al suo interno.
Melete fu scoperto il 9 settembre 1857 da Hermann Mayer Salomon Goldschmidt dall'Osservatorio astronomico di Parigi (Francia). Fu battezzato così in onore di Melete, la Musa della meditazione nella mitologia greca.
Finora solo due occultazioni stellari di Melete sono state osservate con successo (nel 1997 e nuovamente nel 2002).